# European Conference for Critical Animal Studies
L'European Conference for Critical Animal Studies (literalment, en català, Congrés Europeu dels Estudis Crítics dels Animals) és un congrés internacional impulsat per l'European Association for Critical Animal Studies (EACAS) en el qual es troben acadèmics, estudiants i activistes d'arreu del món amb l'objectiu de compartir i difondre la recerca científica i el pensament crític entorn de l'alliberament animal. La primera edició es va celebrar el 2010 a la Universitat de Liverpool i des d'aleshores s'ha celebrat aproximadament cada dos anys en una universitat europea diferent.
El congrés consta d'activitats com conferències, debats, tallers, exposicions d'art i expositors, i cobreix nombrosos temes de recerca dins de l'àmbit dels estudis crítics dels animals. En cada edició es proposa un tema central de discussió, des del qual s'hi aproximen científics de diversos àmbits d'estudi com les ciències socials, la filosofia, els estudis culturals, la literatura, els estudis dels mitjans de comunicació, les ciències naturals, l'economia, entre d'altres. La llengua vehicular és l'anglès, excepte alguna activitat que s'organitza en la llengua oficial del país on se celebra el congrés.
El 2019 va dur-se a terme a Barcelona amb la col·laboració del Centre d'Ètica Animal, el grup d'investigació CritiCC i el Departament de Comunicació de la Universitat Pompeu Fabra.

## Edicions
| Edició | Any  | Dates               | Ciutat    | País            | Ubicació                         | Títol de l'edició                                                                           | Referències |
| ------ | ---- | ------------------- | --------- | --------------- | -------------------------------- | ------------------------------------------------------------------------------------------- | ----------- |
| 1a     | 2010 | 23 d'abril          | Liverpool | Regne Unit      | Universitat de Liverpool         | Anima(s) Matter(s): the Future of Critical Animal Studies                                   | [ 3 ]       |
| 2a     | 2011 | 15 i 16 d'octubre   | Praga     | República Txeca | Universitat Carolina de Praga    | Reconfiguring the 'Human'/'Animal' Binary – Resisting Violence                              | [ 4 ]       |
| 3a     | 2013 | 28 a 30 de novembre | Karlsruhe | Alemanya        | Institut Tecnològic de Karlsruhe | The Challenges of Technoscience for Critical Animal Studies                                 | [ 1 ]       |
| 4a     | 2015 | 6 i 7 d'octubre     | Lisboa    | Portugal        | Universidade NOVA de Lisboa      | Human & Nonhuman Animals: Liberation, History and Critical Animal Studies                   | [ 6 ]       |
| 5a     | 2017 | 26 a 28 d'octubre   | Suècia    | Suècia          | Universitat de Lund              | Nonhuman animals in society: exploring new pathways for resistance, change and accomodation | [ 7 ]       |
| 6a     | 2019 | 22 a 24 de maig     | Barcelona | Espanya         | Universitat Pompeu Fabra         | Rethinking revolution: Nonhuman animals, antispeciesism and power                           | [ 8 ]       |
| 7a     | 2021 | 24 i 25 de juny     |           |                 | Virtual                          | Appraising Critical Animal Studies                                                          |             |